# Leguisamo solo (película)
Leguisamo solo es un cortometraje musical en blanco y negro filmado en Buenos Aires, Argentina, sobre la base de Leguisamo solo con letra y música de Modesto Papavero,  dirigido por Eduardo Morera, con producción de Federico Valle, en el que participan el cantor Carlos Gardel y el jockey uruguayo Irineo Leguisamo.
Está considerada como una de las primeras películas del cine sonoro latinoamericano con sonido óptico -junto a los demás cortometrajes de Gardel realizados en 1930- y uno de los primeros videoclips de la historia del cine.
Fue filmado en Buenos Aires entre el 23 de octubre y el 3 de noviembre de 1930. Nunca fue estrenado pues fue uno de los tres cortometrajes que se estropeó en el laboratorio.

## Los cortometrajes musicales de Gardel de 1930
En 1930 Gardel protagonizó quince cortometrajes musicales sonoros, cada uno sobre una canción, con dirección de Eduardo Morera y producción de Federico Valle, uno de los pioneros del cine latinoamericano. Valle había nacido en Italia en 1880, y luego de trabajar con los Hermanos Lumière y tomar clases con Georges Méliès, emigró a la Argentina en 1911 y desde entonces produjo decenas de obras cinematográficas de gran valor, incluyendo los primeros noticieros y los largometrajes animados de Quirino Cristiani, los primeros en la historia del cine mundial en su género. 
Los diez cortos lanzados fueron: El carretero, Añoranzas, Rosas de otoño, Mano a mano, Yira, yira, Tengo miedo, Padrino pelao, Enfundá la mandolina, Canchero y Viejo smoking.

## Reparto
- Irineo Leguisamo
- Carlos Gardel